# 盛岡赤十字病院
盛岡赤十字病院（もりおかせきじゅうじびょういん）は、岩手県盛岡市三本柳にある病院である。日本赤十字社が運営する。

## 沿革
- 1919年（大正9年）4月 - 日本赤十字社岩手支部病院として開院。同時に、支部病院内に救護看護婦養成所も開設。救護看護婦養成を開始。
- 1938年（昭和13年）12月 - 戦時衛生業務幣助病院として編入。
- 1939年（昭和14年）1月 - 盛岡陸軍病院赤十字病院へ改称。
- 1940年（昭和15年）5月 - 陸軍病院衛生業務幣助病院の解除。
- 1943年（昭和18年）1月 - 盛岡赤十字病院へ改称。
- 1947年（昭和22年）8月 - 昭和天皇の戦後巡幸の際、院長の南出英憲が拝謁。昭和天皇に乳幼児の発育や特殊疾患の話題などを奏上[1]。
- 1948年（昭和23年）4月 - 保健婦助産婦看護婦法施行に伴い、「救護看護婦養成」から「看護婦養成」へと変更。
- 1950年（昭和25年）3月 - 看護婦養成所を「盛岡赤十字看護学院」と改称。
- 1951年（昭和26年）3月 - 看護婦養成所を「盛岡赤十字高等看護学院」と改称。
- 1958年（昭和33年）6月 - 藪川村にへき地診療所として藪川診療所を開設。
- 1969年（昭和44年）5月 - 藪川診療所を閉鎖。
- 1976年（昭和51年）4月1日 - 学校教育法の定める専修学校(専門課程)の認可に基づく、盛岡赤十字看護専門学校と改称。
- 1987年（昭和62年）2月 - 病院及び看護専門学校を現在地へ新築移転。
- 1995年（平成7年）- 専門士の称号が付与できる専修学校の専門課程として認可。
- 2004年（平成16年）3月 - 盛岡赤十字看護専門学校を閉校。
- 2009年（平成21年）5月 - 緩和ケア病棟を開設。
- 2011年（平成23年）4月 - 地域周産期母子医療センター認定。
- 2016年（平成28年）10月 - 地域医療支援病院認定。

## 診療科
- 総合診療科
- 消化器内科
- 血液内科
- 循環器内科
- 脳神経内科
- 呼吸器内科
- 精神科
- 小児科
- 外科・小児外科・消化器外科
- 整形外科
- 脳神経外科
- 皮膚科
- 泌尿器科
- 産婦人科
- 眼科
- 耳鼻咽喉科
- 放射線科
- 麻酔科
- ペインクリニック科
- リハビリテーション科
- 緩和ケア科

## 院内施設・設備
- 売店：ローソン盛岡赤十字病院店
- 食堂
- ATMコーナー
  - 北日本銀行（幹事）・岩手銀行・東北銀行共同

## 医療機関の指定等
- 厚生労働省臨床研修指定病院
- 救急告示病院
- 岩手県基幹災害拠点病院（災害救援センター）[2]
- 地域医療支援病院
- 地域周産期母子医療センター
- DPC対象病院
- 保険医療機関
- 国民健康保険療養取扱機関
- 労災保険指定病院
- 労災保険二次健診等給付医療機関
- 母体保護法指定病院
- 更生医療指定病院
- 育成医療指定病院
- 生活保護法指定病院
- 結核予防法指定病院
- 養育医療指定病院
- 原子爆弾被爆者一般疾病医療取扱病院
- 短期入院ドック指定病院

## 交通アクセス
盛岡駅東口より岩手県交通が運行している以下の路線に乗車。
| のりば | 路線・系統                | 下車停留所 |
| ------ | ------------------------- | ---------- |
| 5      | 407・412・613・614        | 「日赤前」 |
| 8      | 盛岡大船渡線 : 遠野駅経由 | 「日赤前」 |
| 14     | 604                       | 「日赤前」 |

岩手飯岡駅よりタクシーで約5分。